# 隆福寺长明灯楼
隆福寺长明灯楼是中国已知最早的带有纪年刻铭的唐代石灯。原位于河北省廊坊市安次区北史家务乡古县村西南，是唐代幽州安次县隆福寺内遗物。现为河北省文物保护单位，藏于廊坊博物馆内。

## 历史
灯楼是寺院供具的一种。隆福寺长明灯楼雕制于唐武则天垂拱四年（688年）。后来寺庙被毁，灯楼成为仅存的遗物。1993年7月15日，河北省政府将灯楼列入省级文物保护单位名单中。2000年9月，灯楼的八角石柱被盗，安次区公安局与廊坊市文物管理处通力合作，迅速破案，并将灯楼整体运回廊坊市文物管理处保存。2006年廊坊博物馆开放之后，安置在一楼大厅内的灯楼成为博物馆的镇馆之宝。

## 形制和结构
长明灯楼为白石质，通高3.4米，自下至上由壸门方座、覆莲圆座、等边八角石柱和仰莲托盘组成。

## 价值
隆福寺长明灯楼是研究唐代佛教艺术和石刻艺术的珍贵实物资料，同时也为考证唐代幽州及安次县建置提供了依据。